# Prljavo kazalište
Prljavo kazalište  je zagrebački rock sastav osnovan 1977. godine u predgrađu Zagreba, radničkoj Dubravi. Ubraja se u najpopularnije glazbene sastave u Hrvatskoj, a ostavio je zamjetan trag u hrvatskoj popularnoj kulturi i glazbi.

## Povijest sastava

### Početci
Sastav Prljavo kazalište osnovano je 1977. godine u Zagrebu u naselju Dubrava (radnička četvrt). Jasenko Houra dolazi u sastavu pod nazivom 'Ciferšlus', u kojemu tada sviraju Davorin Bogović (vokal), Zoran Cvetković – Zok (solo gitara), Ninoslav Hrastek – Nino (bas-gitara) i Tihomir Fileš (bubnjevi). Ubrzo nakon što im se priključio Houra, mijenjaju ime u Prljavo kazalište. Sastav je dobio ime po jednoj epizodi vrlo popularnog stripa u ono vrijeme, Alan Ford(Epizoda BROADWAY/ Alan Ford Broj 99). Prvo ime o kojem su razmišljali članovi bilo je Zarazne bolesti.
U svom ranom djelovanju Prljavo kazalište bio je punk sastav, iako su težili da zvuče poput britanske rock skupine The Rolling Stones, čiji su bili veliki obožavatelji. Prvi nastup imali su 1978. godine na koncertu u organizaciji časopisa 'Polet', gdje su se pokazali kao žestoki punk sastav.

### Glazbena karijera

#### Razdoblje s Davorinom Bogovićem
Davorin Bogović s Prljavim kazalištem kao njegov osnivač nastupa od 1977. do 1983. godine. U tom periodu snimio je dva singla i tri studijska albuma.
Godine 1978. potpisuju ugovor s diskografskom kućom Jugoton i iste godine objavljuju svoj prvi materijal. Singl pod imenom “Televizori” sadrži tri skladbe; “Televizori”, “Majka” i “Moje djetinjstvo”. Producent je bio Vedran Božić, a kao autori potpisani su svi članovi sastava.
Drugi singl izdaju 1979. godine, na kojemu se nalaze dvije skladbe "Moj je otac bio u ratu" (autori: Jasenko Houra, Zoran Cvetković) i "Noć" (autor Jasenko Houra). Iste godine objavljuju svoj prvi studijski album Prljavo kazalište koji je svojim punk stilom i teškim tekstovima izazvao u tadašnjem socijalističkom društvu bojkot državnih medija. Producent na albumu bio je Ivan Piko Stančić, a objavljuje ga izdavačka kuća Suzy. Nakon što je album objavljen, iz sastava odlazi Zoran Cvetković a na njegovo mjesto dolazi Marijan Brkić. 
Izdavačka kuća Suzy objavljuje 1980. godine i njihov sljedeći album Crno-bijeli svijet. Producent na materijalu je također bio Piko Stančić, a album sadrži nekoliko velikih uspješnica koje sastav izvodi i danas, to su; "17 ti je godina tek", "Zagreb", "Moderna djevojka", "Crno bijeli svijet" i posljednja skladba na albumu "Mi plešemo". Album je zabilježio prodaju u preko 200.000 primjeraka i nagovijestio veliki potencijal sastava. Ipak, nakon što je objavljen album Crno-bijeli svijet, iz sastava radi razmirica odlazi Davorin Bogović.
Treći studijski album pod nazivom Heroj ulice izdaju 1981. godine, a objavljuje ga diskografska kuća Suzy. Skladbe je napisao i sam ih otpjevao Jasenko Houra. Materijal je za razliku od prijašnjih albuma koji su snimani u studiju CBS-a u Milanu, sniman u studiju 'Ferger' u Švedskoj. Skladba "Heroj ulice" postaje njihov veliki hit, dok je album bio najzrelije autorsko djelo. Producent ja bio Tihomir Varga, a kao glazbeni gosti nastupili su Janne Gustafsson na saksofonu, Miroslav Budanko – Ajzić na udaraljkama i Sjunne Ferger na kongama u skladbi "Amerika".
Godine 1983. objavljuju album Korak od sna, koji je obilježio daljnji rad sastava. Nakon dvije godine u sastav se vratio Davorin Bogović, kojemu je to ujedno i zadnja ploča koju je snimio s Prljavim kazalištem. Album Korak od sna obilježile su skladbe "Sve je lako kad si mlad" i "Korak od sna", kao i "Dobar vjetar u leđa" u kojoj su na njima svojstven način izrazili poštovanje legendarnom holivudskom glumcu Montgomeryju Cliftu.

#### Period s Mladenom Bodalecom
Mladen Bodalec na albumu Korak od sna pjeva prateće vokale (zajedno sa Zdenkom Kovačiček), a nakon što sastav napusti Davorin Bogović on 1985. godine zauzima njegovo mjesto. Od tog perioda do danas s Prljavim kazalištem snimio je deset studijskih i tri uživo albuma.
Album Zlatne godine izlazi 1985. godine. Prvi je na kojemu pjeva Mladen Bodalec i prvi kojeg objavljuje diskografska kuća Jugoton. Izlaskom albuma postižu veliku popularnost na čitavom prostoru bivše Jugoslavije. Koncerti se posjećuju u velikom broju, dok se ploča masovno prodaje. Najveće promjene na materijalu bile su povratak bržem ritmu kao u skladbama  "Zlatne godine", "Ne zovi mama doktora" i "Sladoled", a skladba "Ma kog me Boga za tebe pitaju" ostala je i danas jedna od najuspješnijih balada. To je period kada Prljavo kazalište izrasta u komercijalni i autorski sastav na hrvatskoj glazbenoj sceni.
Godine 1988. izlazi kontroverzni album Zaustavite Zemlju, kojeg ponovno objavljuje izdavačka kuća Suzy. Jedan je od njihovih najznačajnijih albuma i sadrži kultnu skladbu "Mojoj majci ("Ruža hrvatska"), koju je Houra napisao povodom smrti svoje majke. Skladba je zbog stiha "zadnja ruža Hrvatska", postala uspješnicom koja je u ono vrijeme pobudila veliki nacionalni naboj. Nakon što je album objavljen, krenula je glazbena turneja po Americi, Kanadi, Švicarskoj, Njemačkoj, Australiji, Austriji, Švedskoj i drugim europskim gradovima, koja je bila masovno posjećena s ljudima koji su nosili hrvatske zastave. U to vrijeme iz sastav odlazi dotadašnji gitarista Marijan Brkić, a na njegovo mjesto dolazi Damir Lipošek. Turneja je svoj vrhunac doživjela 17. listopada 1989. godine na Trgu bana Jelačića u Zagrebu (tadašnji Trg Republike), gdje se okupilo više od 250.000 posjetitelja. Koncert je trebao biti zabranjen, međutim ono što su članovi sastava Prljavo kazalište priredili tu večer, nadmašilo je sva očekivanja. Ovu izuzetno uspješnu turneju popratilo je objavljivanje dvostrukog uživo albuma Sve je lako kad si mlad – live, koji je izdala 1989. godine diskografska kuća Suzy, a na njemu se nalazi materijal snimljen u Domu sportova u studenom 1988. godine i s nastupa na Zagreb rock Forceu.
Antiratni i emocijama nabijen album pod nazivom Devedeseta izdaju 1990., kao izdanje diskografske kuće Suzy. Produkciju je radio Mate Došen, a prateće vokale pjevali su Davorin Bogović i Vesna Došen. U sastavu je novi klavijaturista Mladen Roško. Tijekom Domovinskog rata sastav često svira po stranim zemljama, a sljedeći studijski album objavljuju 1993. godine.
Album Lupi petama,.... snimaju s novim klavijaturistom Fedorom Boićem (bivši član sastava ITD band). Ovim materijalom Prljavo kazalište budi sjećanja na rat i mnoge žrtve koje su stradale u njemu, posebno skladbom "Lupi petama i reci evo sve za Hrvatsku". Osim te skladbe album su još obilježile i "Pet dana ratujem, subotom se zaljubljujem", "Kiše jesenje" i "Uzalud vam trud svirači", koju snimaju zajedno s tamburaškim sastavom Tena iz Vinkovaca. Glazbenom turnejom su obišli Sjevernu Ameriku i Europu, a završili su je 27. prosinca 1994. godine na zagrebačkom Dolcu gdje ih je posjetilo preko 70.000 obožavatelja. Koncert je zabilježen na CD-u pod nazivom Božićni koncert, a objavila ga je diskografska kuća CBS.
Godine 1996. izdaju studijski album S vremena na vrijeme, kojeg objavljuje diskografska kuća Croatia Records. Materijal je miksan u Londonu, a kao gost svirao je Mell Gaynor, bivši bubnjar sastava Simple Minds. U Koncertnoj dvorani Vatroslav Lisinski održavaju koncert povodom 20 godina od osnutka sastava, gdje nastupaju sa simfonijskim orkestrom i mnogim glazbenim gostima s hrvatske scene. Koncert je zabilježen na CD-u pod nazivom XX godina.
Album Dani ponosa i slave u izdanju Croatia Recordsa objavljen je 1998. godine. Album se osvrće na stare ljubavi, proteklu mladost i odrastanje. Nakon što je album objavljen, Prljavo kazalište na neko vrijeme se povlači s hrvatske scene. Box-set s četiri CD-a pod imenom Sve je lako kad si mlad '77-'99 izdaju 2001., a na njemu se nalazi autoriziran životopis sastava i njihove najveće uspješnice objavljene do tada. U to vrijeme iz sastava odlaze Damir Lipošek i Fedor Boić, a na njihova mjesta dolaze Zlatko Bebek i Jurica Leikauff.
Dne 21. lipnja 2003. godine za diskografsku kuću Dallas Records objavljuju studijski album Radio Dubrava. Naslovna skladba i "Previše suza u mom pivu" postaju veliki hitovi, a sastav odrađuje još jednu vrlo uspješnu turneju.
Godine 2004. Prljavo kazalište održava turneju zajedno s hrvatskim glazbenikom Miroslavom Škorom, koje završava koncertom u zagrebačkom Domu sportova na kojem Houra najavljuje izlazak novog studijskog albuma.
Album Moj dom je Hrvatska objavljuju 11. studenog 2005. godine za izdavačku kuću Dallas Records. Materijal se kao i na prethodnim albumima sastoji od socijalnih tema, koje zbog karakterističnog zvuka Prljavog kazališta variraju od žestokih rock snimki do ljubavnih balada. Zanimljivo je da se naslovna skladba koristila u reklami tijekom Svjetskog nogometnog prvenstva.
Njihov trinaesti album po redu objavljen je u listopadu 2008. godine i pod nazivom Tajno ime, a izdala ga je diskografska kuća Croatia Records. Obilježava ga žestoki gitarski zvuk i snažnih tekstovi, koji govore o ljubavi i nostalgiji iz 1980-ih. Posebnost ovoga albuma je ta da se može kupiti kao dvostruka LP ploča.

## Kronologija događanja
- 1978. grupa snima svoj prvi maxi singl Televizori/Majka/Moje djetinjstvo. Slijede prvi nastupi i formiranje hrvatske novovalne scene

- 1979. slijedi njihov diskografski projekt, album pod nazivom Prljavo kazalište, koji je po mišljenju kritike najbolji debi album u povijesti domaćeg rocka

- 1980. izlazi najtiražniji album grupe Crno-bijeli svijet, prodan u 200.000 primjeraka u kojem se Jasenko Houra kao autor poigrava sa ska trendovima

- 1981. izlazi album Heroj ulice, možda najzreliji album grupe, u kojem je autor i tekstopisac Jasenko Houra napisao i otpjevao sve pjesme. Za razliku od prethodnog albuma koji je sniman u studijima CBS-a u Milanu, ovaj je projekt snimljen 1981. godine u studiju "Ferger" u Švedskoj

- 1983. nakon dvogodišnje autorske pauze, labelom CBS-a grupi izlazi album Korak od sna. Ovo je posljednji album koji je otpjevao Davorin Bogović

- 1985. album Zlatne godine. Ovo je period kada grupa izrasta u komercijalni (prodaja albuma, koncerti, turneje) i autorski fenomen hrvatske glazbene scene. Ujedno je ovo i prvi album koji je otpjevao Mladen Bodalec

- 1988. grupa održava trogodišnji tempo izlazaka albuma, te izdaje album Zaustavite Zemlju

- 1989. koncert održan 17. listopada na tadašnjem Trgu Republike (današnji Trg bana Jelačića) pod nazivom Voljenom gradu (ili Zabranjeni koncert) okupio je između 200 i 300 tisuća obožavatelja

- 1990. izlazi album Devedeseta s nekim od najvećih hitova u povijesti grupe kao što su "Pisma ljubavna", "Na Badnje veče" i "Oprostio mi bog, mogla bi i ti "

- 1993. Prljavo kazalište izdaje album Lupi petama,.... apsolutni best seller grupe, album poratne sjete i tuge za izgubljenim prijateljima, domovima, roditeljima

- 1995. koncertni put koji obuhvatio turneje po Australiji, Njemačkoj, Švicarskoj i Sloveniji završen je 27. prosinca 1994., dotad neviđenim spektaklom, stotinjak metara od Zagrebačkog središnjeg trga, u uvjetima u kojima je gotovo nemoguće održati koncert. Božićni koncert organizirala je njemačka organizacija za ljudska prava Internationale Gesellschaft fur Menschenrechte sa sjedištem u Frankfurtu, a zabilježen je na audio i video materijalima

- 1996. izlazi album S vremena na vrijeme prodan u više od 50 000 primjeraka, a popratni promotivni koncert za doček 1998. godine održali su pred više od 120 000 ljudi

- 1997. u Koncertnoj dvorani Vatroslav Lisinski održavaju koncert povodom 20 godina od osnutka sastava, gdje nastupaju sa simfonijskim orkestrom i mnogim glazbenim gostima s hrvatske scene. Među gostima je bio i bivši član grupe Zoran Zok Cvetković. Koncert je zabilježen na CD-u pod nazivom XX godina.

- 1999. album Dani ponosa i slave koji je, kao i prethodni, prodan je zlatnoj tiraži

- 2003. album Radio Dubrava koji označava povratak čvrstom stilu i prepoznatljivom zvuku najvećeg hrvatskog rock sastava svih vremena

- 2005. izlazi studijski album grupe pod nazivom Moj dom je Hrvatska koji je i kod publike, ali i kod kritike izazvao nepodijeljene ovacije, a refreni istoimene pjesme s tog albuma korišteni su u reklamne svrhe za kampanje tijekom Svjetskog nogometnog prvenstva

- 2008. početkom studenoga izlazi dvostruki studijski album pod nazivom Tajno ime

- 2009. početkom siječnja izlazi kompilacijski album pjesama uživo Best of – live. Iste godine obilježavaju tridesetu obljetnicu postojanja koncertom održanim 17. siječnja u zagrebačkoj Areni. Na koncertu su kao gosti nastupili i bivši članovi Davorin Bogović i Marijan Brkić. Snimke s ovog koncerta objavio je Croatia Records na CD-u i DVD-u pod naslovom XXX godina

## Članovi sastava
Sadašnji članovi
- Jasenko "Jajo" Houra – ritam gitara, prateći vokali,  tekstopisac (1977. – danas)
- Mladen "Mac" Bodalec – glavni vokali (1985. – danas)
- Damir "Kex" Lipošek – solo gitara, akustična gitara (1989. – 2001., 2013. – danas)
- Fedor "Feđo" Boić – klavijature (1993. – 2001., 2020. - danas)
- Marko Karačić – bas-gitara (2018. – danas)
- Marko Lazarić – bubnjevi (2023. – danas)

Bivši članovi
- Zoran "Zok" Cvetković – solo gitara, akustična gitara (1977. – 1979.)
- Davorin Bogović – glavni vokali (1977. – 1981., 1983. – 1985.)
- Mladen "Roki" Roško – klavijature (1989. – 1990.)
- Marijan "Brk" Brkić – solo gitara, akustična gitara (1979. – 1989.)
- Mario Zidar – solo gitara, akustična gitara (2008. – 2013.)
- Ninoslav "Nino" Hrastek – bas-gitara (1977. – 2006.)
- Dubravko "Dudo" Vorih – bas-gitara (2008. – 2018.)
- Zlatko "Beba" Bebek – solo gitara, akustična gitara (2001. – 2006.)
- Marko Križan – saksofon (1993. – 2014.)
- Ivica "Ywek" Premelč – saksofon (gost)
- Jurica Leikauff – klavijature (2001. – 2020.)
- Tihomir "Filko" Fileš – bubnjevi (1977. – 2022.)

## Diskografija

### Studijski albumi
1. Prljavo kazalište, Suzy, 1979.
2. Crno-bijeli svijet, Suzy, 1980.
3. Heroj ulice, Suzy, 1981.
4. Korak od sna, Suzy, 1983.
5. Zlatne godine, Jugoton, 1985.
6. Zaustavite Zemlju, Suzy, 1988.
7. Devedeseta, Suzy, 1990.
8. Lupi petama,...., CBS, 1993.
9. S vremena na vrijeme, Croatia Records, 1996.
10. Dani ponosa i slave, Croatia Records, 1998.
11. Radio Dubrava, Dallas Records, 2003.
12. Moj dom je Hrvatska, Dallas Records, 2005.
13. Tajno ime, Croatia Records, 2008.
14. Možda dogodine, Croatia Records, 2012.

### Koncertni albumi
1. Sve je lako kad si mlad – live, Suzy, 1989.
2. Zabranjeni koncert, InterService, 1994.
3. Božićni koncert, CBS, 1995.
4. 20 godina, CBS, 1997.
5. Dom Sportova 2004., Dallas Records, 2004.
6. Best of – live, Dallas Records, 2009.
7. XXX godina, Croatia Records, 2009.
8. XL World Tour Finale, Stadion Zagreb, 2019.
9. 30 Godina od Koncerta na Trgu, Arena Zagreb, 2020.

### Kompilacije
1. Najveći hitovi, Suzy, 1994.
2. Best of Prljavo kazalište, CBS, 1997.
3. Balade, Hi-Fi Centar, 1998.
4. Hitovi, Hi-Fi Centar, 1998.
5. Sve je lako kad si mlad '77-'99, CBS & Suzy, 2001.
6. Best of – live, Dallas Records, 2009.

### Video izdanja
1. Voljenom gradu, Suzy, 1989.
2. Koncert u HNK, CBS, 1993.
3. Božićni koncert, CBS, 1995.
4. Na trgu, Dallas Records, 2003.
5. Best of – live, Dallas Records, 2009.
6. XXX godina, Croatia Records, 2009.
7. XL World Tour Finale, Stadion Zagreb, 2019.
8. 30 Godina od Koncerta na Trgu, Arena Zagreb, 2020.

### Singlovi
1. Televizori, Jugoton, 1978.
2. Moj je otac bio u ratu, Suzy, 1979.
3. Crno bijeli svijet, Suzy, 1980.
4. ... Mojoj Majci / Marina, Suzy, 1989.[6]
5. Tamni slapovi, Hit records, 2014.
6. Djeca su OK, IDM Music, 2024.[7]

## Nagrade i priznanja
- Povelja Republike Hrvatske 2019.[8]

## Vanjske poveznice

### Sestrinski projekti
|  | Zajednički poslužitelj ima još gradiva o temi Prljavo kazalište |

### Mrežna mjesta
- Stranice sastava